# Beauprea
Beauprea Brongn. & Gris – rodzaj roślin z rodziny srebrnikowatych (Proteaceae). Obejmuje 13 gatunków występujących endemicznie w Nowej Kaledonii

## Systematyka
Pozycja i podział rodziny według Angiosperm Phylogeny Website (aktualizowany system APG III z 2009)
Rodzaj z rodziny srebrnikowatych stanowiącej grupę siostrzaną dla platanowatych, wraz z którymi wchodzą w skład rzędu srebrnikowców, stanowiącego jedną ze starszych linii rozwojowych dwuliściennych właściwych. W obrębie rodziny rodzaj sklasyfikowany jest do podrodziny Proteoideae Eaton, 1836
Wykaz gatunków
| - Beauprea asplenioides Schltr. - Beauprea balansae Brongn. & Gris - Beauprea comptonii S.Moore - Beauprea congesta Virot - Beauprea crassifolia Virot - Beauprea filipes Schltr. - Beauprea gracilis Brongn. & Gris | - Beauprea montana (Brongn. & Gris) Virot - Beauprea montis-fontium Guillaumin - Beauprea neglecta Virot - Beauprea pancheri Brongn. & Gris - Beauprea penariensis Guillaumin - Beauprea spathulifolia Brongn. & Gris |